# (7425) Lessing
(7425) Lessing (1992 RO5) – planetoida z pasa głównego asteroid okrążająca Słońce w ciągu 3,74 lat w średniej odległości 2,41 j.a. Odkryta 2 września 1992 roku.